# Юссеф Амін
Юссеф Амін (араб. يوسف أمين, нар. 21 серпня 2003, Ессен) — іракський футболіст, гравець клубу «Айнтрахт» (Брауншвейг).
Виступав, зокрема, за клуб «Вікторія» (Кельн), а також національну збірну Іраку.

## Клубна кар'єра
Народився 21 серпня 2003 року в місті Ессен. Вихованець юнацьких команд футбольних клубів «Бохум», «Боруссія» (Дортмунд), «Вікторія» (Кельн) та «Феєнорд».
У дорослому футболі дебютував 2021 року виступами за команду «Вікторія» (Кельн), в якій провів один сезон, взявши участь у 35 матчах чемпіонату.  Більшість часу, проведеного у складі кельнської «Вікторії», був основним гравцем команди.
До складу клубу «Айнтрахт» (Брауншвейг) приєднався 2023 року. Станом на 12 липня 2024 року відіграв за брауншвейзький клуб 9 матчів в національному чемпіонаті.

## Виступи за збірні
У 2021 році дебютував у складі юнацької збірної Німеччини (U-19), загалом на юнацькому рівні взяв участь у 10 іграх, відзначившись 2 забитими голами.
У 2023 році залучався до складу молодіжної збірної Іраку. На молодіжному рівні зіграв у 5 офіційних матчах, забив 1 гол.
Того ж року дебютував в офіційних матчах у складі національної збірної Іраку.
У складі збірної був учасником кубка Азії з футболу 2023 року у Катарі.
| Дата       | Місто | Господарі | Результат | Гості     | Турнір            | Голи | Примітки |
| ---------- | ----- | --------- | --------- | --------- | ----------------- | ---- | -------- |
| 16-11-2023 | Басра | Ірак      | 5 – 1     | Індонезія | Відбір до ЧС 2026 | 1    | 68'      |
| 19-11-2023 | Ханой | В'єтнам   | 0 – 1     | Ірак      | Відбір до ЧС 2026 | -    | 46'      |
| Усього     |       | Матчів    | 2         |           | Голів             | 1    |          |